# Showdown!
| Recensione              | Giudizio |
| ----------------------- | -------- |
| AllMusic                |          |
| Robert Christgau        | B        |
| Dizionario del Pop-Rock |          |

Showdown! è un album a nome dei chitarristi blues; Albert Collins, Robert Cray e Johnny Copeland, pubblicato dalla Alligator Records nel dicembre del 1985.
L'album vinse un Grammy Award (1986) come Best Traditional Blues Recording

## Tracce

### LP (1985, Alligator Records, AL 4743)
Lato A (AL 4743-A)
1. T-Bone Shuffle (Johnny prima voce e solista; Albert, seconda voce e solista; Robert, terza voce e solista) – 4:54 (T-Bone Walker)
2. The Moon Is Full (Albert, voce, introduzione e finale solista; Robert, metà brano solista) – 4:59 (Albert Collins)
3. Lion's Den (Johnny, voce, introduzione e primo solista; Albert, secondo solista) – 3:55 (Johnny Copeland)
4. She's into Something (Robert, voce e primo solista; Albert, secondo solista) – 3:49 (Carl Wright)
5. Bring Your Fine Self Home (Johnny, voce e chitarra ritmica (canale destro); Albert, armonica e chitarra solista; Robert, chitarra ritmica (canale sinistro)) – 4:30 (Johnny Copeland)

Durata totale: 22:07
Lato B (AL 4743-B)
1. Black Cat Bone (Johnny, primo di due versi vocali e secondo solista; Albert, terzo verso vocale e primo solista; Johnny e Albert, ultimi due versi vocali e ultimo solista) – 4:54 (Hop Wilson, Ivory Lee Semien)
2. The Dream (Robert, voce e chitarra ritmica; Albert, chitarra solista) – 5:28 (Robert Cray, David Amy)
3. Albert's Alley (Albert, primo e ultimo solista; Johnny, solista a metà brano) – 4:01 (Albert Collins)
4. Blackjack (Albert, voce, introduzione brano, terzo solista e solista in chiusura brano; Johnny, primo solista; Robert, secondo solista) – 6:26 (Ray Charles)

Durata totale: 20:49

## Formazione
- Albert Collins – chitarra, armonica, voce
- Robert Cray – chitarra, voce
- Johnny Copeland – chitarra, voce
- Allen Batts – organo
- Johnny B. Gayden – basso
- Casey Jones – batteria

### Produzione
- Bruce Iglauer e Dick Shurman – produzione, note retrocopertina album originale
- Bruce Bromberg – co-produzione (brano: The Dream)
- Registrazioni effettuate al Streeterville Studios di Chicago (Illinois)
- Justin Niebank – ingegnere delle registrazioni e missaggio
- Mastering effettuato da Tom Coyne al Frankford/Wayne Mastering Labs di New York, N.Y.
- Chris Garland/XENO – design copertina album originale
- Paul Natkin/Photo Reserve – foto copertina album originale
- Dan Dayle, Ken Vangel e Bruce Bromberg – assistenza[6]

## Classifica
Album
| Anno | Classifica              | Posizione raggiunta |
| ---- | ----------------------- | ------------------- |
| 1986 | Billboard 200           | 124                 |
| 1986 | Top Current Album Sales | 124                 |